# Самородний арсен
Арсен самородний (рос. мышьяк самородный; англ. native arsenic; нім. gediegenes Arsen) — мінерал класу самородних елементів. As. Звичайно містить домішки Sb, Ag, Fe, Ni, S і інш.

## Загальний опис
Сингонія тригональна. Структура молекулярна шарувата. Кристали ромбоедричні або псевдокубічні. Характерні щільні натічні агрегати. Колір олов'яно-білий, швидко темніє до коричневого і сірувато-чорного. Блиск в свіжому зламі металічний, частіше матовий. Спайність в одному напрямі довершена, злам зернистий. Твердість 3,5. Густина 5,63-5,78. Крихкий. Діамагнітний. Зустрічається рідко, головним чином в гідротермальних родовищах — як в первинних рудах, так і в рудах зони окиснення і цементації. Асоціює з пруститом, піраргіритом, аргентитом, сафлоритом, шмальтином, нікеліном, бляклими рудами, сфалеритом.